# Castañuela 70
Castañuela 70 fue un espectáculo teatral inclasificable, entre la revista musical y el teatro bufo, que parodiaba la España de los últimos años de la dictadura franquista. La circunstancia política de que fuera prohibido en España sin llegar al centenar de representaciones (entre junio y septiembre de 1970) y en medio de un éxito extraordinario, lo convirtió en emblema generacional y símbolo histórico de una respuesta social. Los artífices de aquel episodio fueron el grupo de teatro independiente Tábano y la banda Madres del Cordero.

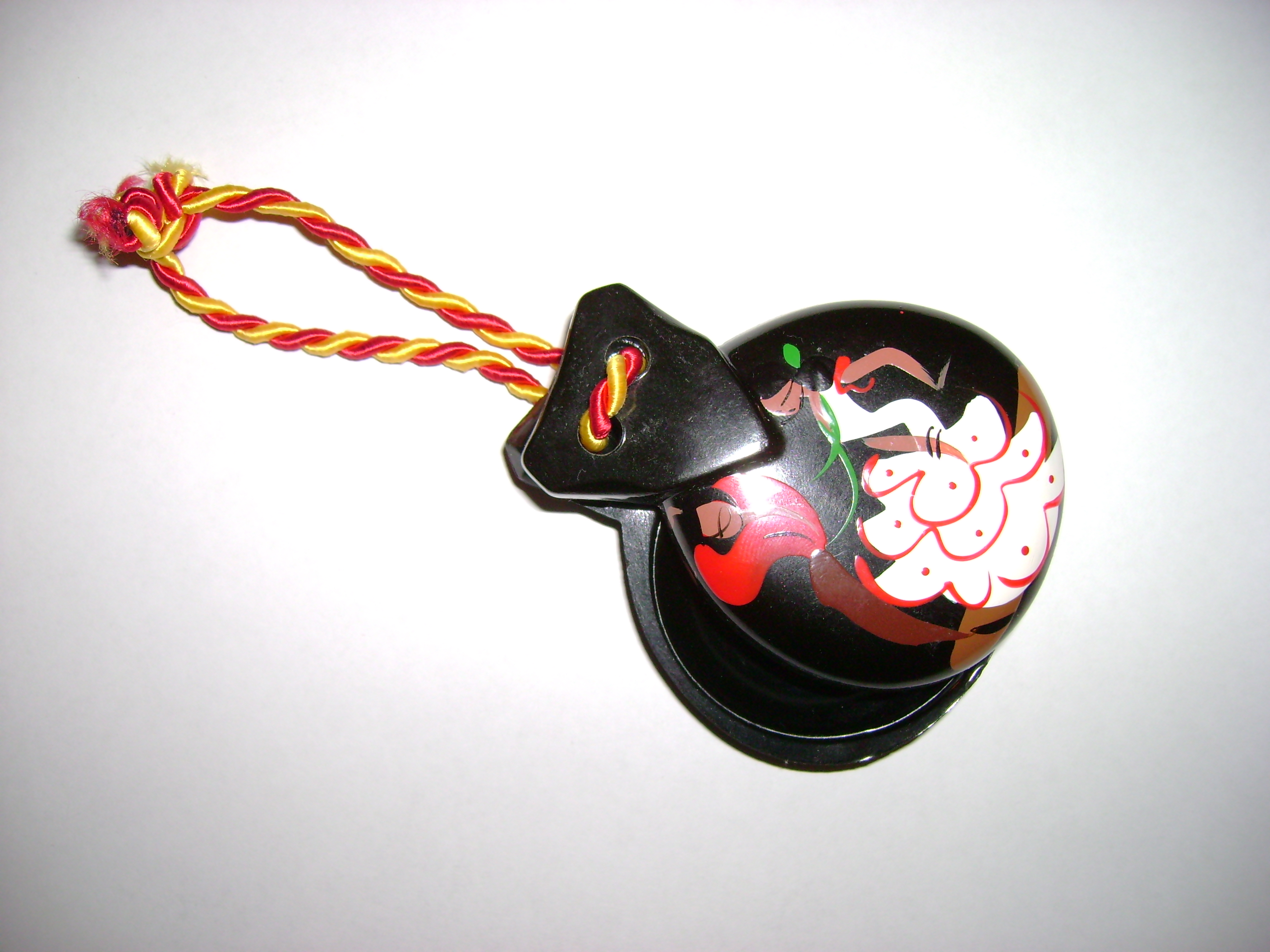
Castañuelas: símbolo sociocultural asociado a la España folklórica.

Enmarcada en los genéricos 'preludio, intermedio y apoteosis musical final', la Castañuela constaba de siete cuadros, titulados: Cada mochuelo a su olivo, Coplas a la vida del borrego, Reinar después de morir, La caída del imperio romano, Hablando se entiende la gente, La familia que está unida permanece unida y Amor a la española con cebolla. Títulos que representaban los siete temas elegidos por el grupo como escaparate de lo populachero (popular) y por tanto, moneda de cambio ideal para sus fines: "divertirnos trabajando y conseguir que el público se divirtiese con nuestro trabajo". Esos siete temas generales eran: la propiedad, la publicidad, la televisión, el imperialismo, la burguesía, la familia y el sexo. La censura había dejado fuera el tema de 'la emigración'.

"Intérpretes y músicos cantan y bailan con un perfecto sentido de la caricatura y de la parodia, y tienen algo de murga, de comparsa, de chirigota gaditana, pero en un plano elevado desde lo popular a lo intelectual, ya que su humor, intencionado y sarcástico, es de un tono actualísimo. (...) No se crea ni por un momento que Castañuela 70 es algo improvisado o embarullado, sino, por el contrario, una representación paródica y mimética, perfectamente acoplada y conjuntada, donde se adivina la mano de un excelente director y de un largo estudio, ensayo y disciplina"
Alfredo Marqueríe. Diario Pueblo, 22 de junio, 1970. 

 En total fue representada 105 veces con una suma aproximada de 63.509 espectadores.

## Estreno y prohibición
Estrenada el 21 de junio de 1970 en la Muestra de Teatro Experimental del Teatro Marquina de Madrid, el 26 de junio se presentó en el Centro Cultural Peñaflor del Pozo del Tío Raimundo, barrio obrero de esa misma capital española, y como preludio de una gira peninsular. Después de recorrer, con diferente grado de aceptación, diversos teatros de Barcelona, Villanueva y Geltrú, Olot y Cariñena y de reponerse en el mismo Marquina el 5 de julio, la Castañuela se representó de forma ininterrumpida y con inusitado éxito de crítica y público en el Teatro de la Comedia de Madrid, del 21 de agosto al 27 de septiembre: 74 representaciones y 51.833 espectadores.

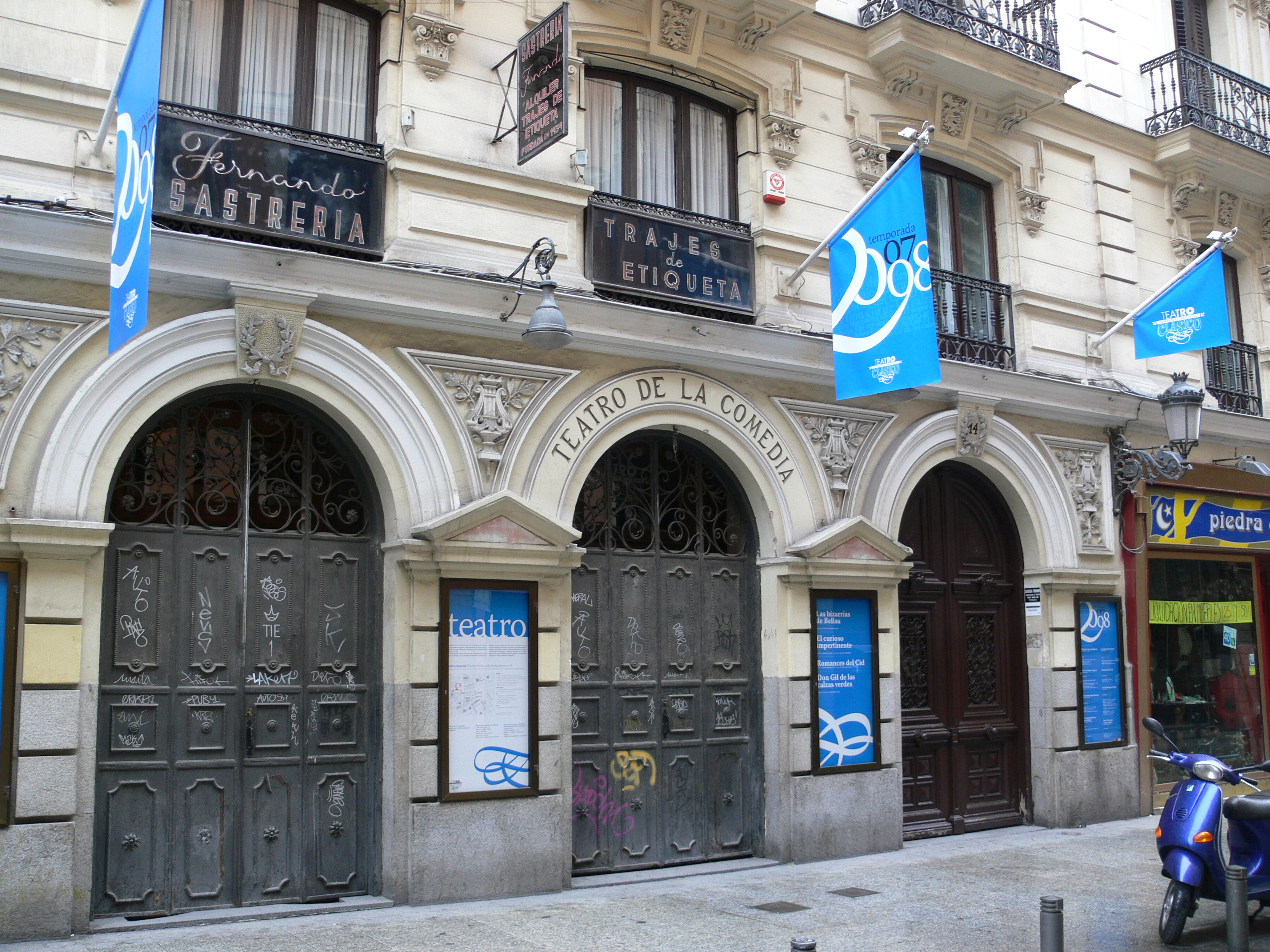
Teatro de la Comedia, en la calle del Príncipe, Madrid.

Tras reiteradas amenazas y los disturbios ocasionados por un grupo «reventadores procedentes de la ultraderecha y la policía social disfrazados de agitadores izquierdistas», las representaciones fueron prohibidas por la autoridad gubernamental franquista, a pesar de haber superado inicialmente todos los obstáculos administrativos de la censura oficial. La prohibición, «en prevención de nuevos altercados y para evitar nuevos desórdenes públicos» entró en vigor al día siguiente, el 28 de septiembre de 1970. 
La base de la compañía decidió entonces llevar su espectáculo al extranjero, montando una gira atípica por Centros Culturales de la emigración y el exilio españoles en Europa (y más tarde en América), aventura profesional que se inició en Rennes (Francia) el 12 de enero de 1971, y que durante dos meses recorrió dieciséis ciudades francesas, belgas, holandesas, alemanas y suizas (50 días de viaje, 21 funciones, con una media de 400 espectadores, 8.400 km recorridos).

## Actores y músicos
Reconocidos convencionalmente los liderazgos de Margallo, entre los actores, y de Alpuente entre los músicos, se listan a continuación los nombres del elenco de participantes asociados al espectáculo de la Castañuela 70.
- Cuerpo dramático:[1] Juan Margallo, Petra Martínez, Gloria Muñoz, Alicia Sánchez, Luis Matilla, José Luis Alonso de Santos, Carlos Sánchez, Manu Aguilar, Rosa Montero, Pedro Pardo, Alberto Alonso, Luis Corominas, María Luisa de la Cruz (Marili), Laura Palacios, Emilio Martínez, Teófanes Merchan, Andrés Cienfuegos, Luis Mendo, Juan Antonio Díaz "Chicho", Gloria Martínez, Felipe R. Gallego, Lola Canales, Miriam de Maeztu, Cosme Cortazar (Charly), Xan da Torre 'el Gallego', Luis Brox, Paco Guijar, María Orive y Paco Guijar.

- Cuerpo musical:[1] Moncho Alpuente, Antonio Gómez 'La Madrastra', Hilario Camacho, Luis Cristóbal 'Cocodi', Antonio Piera, Gero Martínez, Gabriel Jaraba, Javier Estrella, Elisa Serna, Nieves Córcoles, Quique Santana, Fernando Brassó y Arturo Bodelón.

## Análisis y claves
Castañuela 70, a pesar de no contar con un gran guion ni con actores curtidos, consiguió un inesperado impacto popular que llegó a concederle el título de "obra de referencia en el teatro español" de la segunda mitad del siglo XX. Diversos analistas han enumerado las claves de ese "producto milagroso e irrepetible":
- la temática banal de uso en el teatro español de la década de 1960 fue sustituida por la presentación de asuntos de orden/desorden político y crítica social;
- el intelectualismo y la denuncia política directas mutaron en insinuación, juego y diversión sin pretensiones;
- el humor al uso evolucionó hacia la parodia, el sarcasmo, el disparate y un toque de absurdo;
- la manoseada auto-imitación del teatro comercial se sustituyó con refrescante originalidad;
- el personaje se convirtió, como en la comedia del arte italiana, en estereotipo;
- el texto-guion cerrado se abrió a la improvisación y el ingenio verbal o mímico;
- el respeto religioso por la vanguardia teatral (Antonin Artaud, Bertolt Brecht, Grotowski) se diluyó en la creación colectiva con espíritu imaginativo;
- la fría provocación tan presente en la dramaturgia de las vanguardias se quedó en guiño familiar y complicidad;
- el imponente dominio de la expresión corporal se quedó en espontaneidad coral;
- la interpretación psicológica fue desplazada en favor de la actuación extrovertida;
- los figurines fueron (por pura necesidad) sustituidos por la ropa de calle con cuatro trapos más o menos incongruentes superpuestos como remiendos creativos;
- la escenografía (por motivos tanto económicos como funcionales e ideológicos) se redujo a unos paneles infantiles, y varios carteles y papeles pintados.

## Homenajes y reposiciones
En 1996, transcurrido un cuarto de siglo, parte de aquellos mismos actores y músicos se reunieron de nuevo para representar en el Teatro La Latina de Madrid el 'remake' titulado Castañuela 90. Finalmente, en el 35.º aniversario del estreno se representó en el Teatro Bellas Artes de Madrid una función homenaje.
En 2007, el cortometraje Castañuela 70 el teatro prohibido de Olga Margallo y Manuel Calvo recibió el Goya al mejor cortometraje documental, cuyo visionado da una exacta medida del fenómeno social que supuso, completando necesariamente los márgenes de una simple entrada enciclopédica.
En 2006, el crítico y profesor de la Real Escuela Superior de Arte Dramático, Santiago Trancón, editó con el título de Castañuela 70. Esto era España, señores, un libro-CD, con las piezas musicales de la representación, los libretos originales y una interesante reunión de autobiografías, críticas y loas, además de la reproducción de las tiras cómicas de Juan Carlos Eguillor publicadas en la revista "Mundo Joven" en 1970.
Citando al crítico José Monleón, "Castañuela 70 no fue sólo una obra importante de la dramaturgia contra la Dictadura, sino, además, una rebelión vital, una carcajada de un ¡ya está bien! que sonó como un estampido."